# Blimbing (Mojo)
Blimbing is een bestuurslaag in het regentschap Kediri van de provincie Oost-Java, Indonesië. Blimbing telt 3126 inwoners (volkstelling 2010).